# Touched by Love
Touched by Love è un film del 1980 diretto da Gus Trikonis.